# August Henne
August Henne (* 28. Februar 1921; † 10. Oktober 2006) war ein deutscher Forstmann, der in Hessen wirkte. Er leitete von 1966 bis 1986 die Hessische Forsteinrichtungsanstalt in Gießen.

## Leben
August Henne studierte Forstwissenschaften an der Forstlichen Fakultät der Georg-August-Universität Göttingen in Hann. Münden. Nach dem Referendariat, das er mit der Großen Forstlichen Staatsprüfung abschloss, wurde er 1953 als Forstassessor in den hessischen Landesforstdienst übernommen und dem damaligen Bezirksforstamt Kassel zugeteilt. In dieser Zeit begann seine Tätigkeit für die Hessische Forsteinrichtungsanstalt in Gießen. Zunächst dorthin abgeordnet, ab 1959 dann versetzt, war er als Referent für Forsteinrichtung und Waldwertberechnung zuständig.
Von 1961 bis 1966 leitete Henne das Forstamt Königstein im Taunus.
Am 1. Dezember 1966 erhielt er als Nachfolger von Otto Neuhaus die Berufung zum Leiter der Hessischen Forsteinrichtungsanstalt. Hennes Verbindung zwischen forstlicher Praxis und Forsteinrichtung beeinflusste in den folgenden Jahren entscheidend die Weiterentwicklung der Forsteinrichtung als Instrument der Betriebsplanung und damit zu einem wichtigen forstpolitischen Führungsinstrument. Dies führte schließlich zu einer Konzeption einer neuen hessischen Forsteinrichtungsanweisung. Wichtiger Bestandteil waren schon früh die neuen Möglichkeiten, die sich durch die Elektronische Datenverarbeitung (EDV) eröffneten. Für zahlreiche Programmentwicklungen zeichnete seit 1961 Hans-Joachim Weimann verantwortlich, der 1976 stellvertretender Leiter und 1986 Hennes Nachfolger als Leiter der Forsteinrichtungsanstalt wurde. Vor allem die Computer-Technik erlaubte es, die einzelnen Bestandesdaten mit den Elementen der Waldfunktionen, des Standorts und der Wirtschaftlichkeit eines Forstbetriebes immer stärker miteinander zu verknüpfen und für die Praxis nutzbar zu machen. Henne und seinen Mitarbeitern, denen er stets Freiräume gab, gelang es, das Forsteinrichtungsverfahren zu einem Planungs- und Kontrollinstrument für ein modernes forstliches Management auszubauen. In den letzten fünf Jahren seiner Dienstzeit arbeitete er mit Hochdruck an dem Ziel, alle damaligen 540 forstlichen Großbetriebe der öffentlichen Hand in Hessen mit modernen Betriebswerken auszustatten. Ganz wesentlich war ihm stets eine ökologisch fundierte forstliche Planung.
August Henne legte seine Erkenntnisse in zahlreichen Veröffentlichungen in Fachzeitschriften nieder und engagierte sich in forstlichen Fachgremien, darunter in der „Arbeitsgemeinschaft Forsteinrichtung“ und als Vorsitzender des „Arbeitskreises Zustandserfassung und Planung“. Seine Leistungen erlangten bundesweite Beachtung.
Leitender Forstdirektor August Henne blieb auch nach dem Eintritt in den Ruhestand 1986 aktiv und widmete sich nun intensiv der Erforschung der hessischen Forstgeschichte. 1992 wurde er an der Fakultät für Forstwissenschaften und Waldökologie der Georg-August-Universität Göttingen mit der Dissertation Der Gemeindewald in Hessen – Gegenwart und Geschichte. Eine forstpolitische Untersuchung zum Dr. forest. promoviert. Mit dem umfangreichen Werk Hessische forstliche Bibliographie 1956 – 1994 (1999) und der Studie Die Hessische Landesforstverwaltung im Spiegel ihrer Jahresberichte: 1950 – 1998 (ca. 2002) legte er zwei weitere Standardwerke vor.
Hennes Verdienste um Forstwirtschaft und Forstwissenschaft sind mit zwei Fachauszeichnungen gewürdigt worden: 1985 ehrte ihn die Georg-August-Universität Göttingen mit der Heinrich-Christian-Burckhardt-Medaille, und 1991 verlieh ihm die Georg-Ludwig-Hartig-Stiftung den Georg-Ludwig-Hartig-Preis für sein Lebenswerk.
Neben seinen forstlichen Aktivitäten engagierte sich Henne auch als Rotarier und war 1981/82 Präsident des Rotary-Clubs Gießen.
Leitender Forstdirektor a. D. Dr. forest. August Henne starb am 10. Oktober 2006 im Alter von 85 Jahren. Er ist nicht mit dem gleichnamigen Schweizer Forstwissenschaftler zu verwechseln.

## Schriften
- Forsteinrichtung als betriebswirtschaftliche Planung und Kontrolle. Das hessische Verfahren im Staatswald am Beispiel des Forstamts Königstein, Mitteilungen der Hessischen Landesforstverwaltung (Band 11), Frankfurt am Main 1973 (ISBN 3-79390-290-0 oder ISBN 978-3-79390-290-4)
- Der Gemeindewald in Hessen – Gegenwart und Geschichte. Eine forstpolitische Untersuchung, Dissertationsschrift, Göttingen 1992; im Druck als Band 27 der Mitteilungen der Hessischen Landesforstverwaltung, Köln 1992 (ISBN 3-555-40188-2)
- Hessische forstliche Bibliographie 1956 – 1994, in der Reihe Wald in Hessen – Forschungsbericht / Hessische Landesanstalt für Forsteinrichtung, Waldforschung und Waldökologie (Band 26), Hann. Münden 1999
- Die Hessische Landesforstverwaltung im Spiegel ihrer Jahresberichte: 1950 – 1998, Hann. Münden ca. 2002
- als Gesamtschriftleiter: Beiträge zur hessischen Forstgeschichte, Wiesbaden 2005 (ISBN 3-89274-244-8)